# Molophilus (Molophilus) satyr
Molophilus (Molophilus) satyr is een tweevleugelige uit de familie steltmuggen (Limoniidae). De soort komt voor in het Australaziatisch gebied.